# 愛をちょーだい!
「愛をちょーだい!」（あいをちょーだい!）は、おおや和美による日本の漫画作品。
小学館『プチコミック』2006年4月号増刊から2009年まで連載。単行本全4巻。単行本表紙や小学館サイト等での表記は「愛をちょ〜だい!」。ここでは「スタンド・バイ・ミー」についても述べる。

## あらすじ
元アナウンサーのバラエティタレント”マルミエ”は、一目ぼれしたお笑いタレントを追って上京。その相手との再会を果たすが、あっさり失恋。だがマルミエはめげずに恋に仕事に奮闘する。

## 登場人物
丸山 ミエ（まるやま ミエ）
通称・マルミエ。24歳。地方局のアナウンサーからバラエティータレントに転身した。女優を目指している。局アナ時代にロケに来ていた神田川に一目惚れし、上京した。失恋し理想を壊されるが、懲りずに片思いを続けており、いつか見返してやりたいと思っている。体操着がトレードマーク。
神田川（かんだがわ）
お笑い界の若手NO.1コンビと言われる「ブンブンフレーズ」の1人。女性に対してあるトラウマがある。
四万十川（しまんとがわ）
神田川の相方。高校の同級生。本名は竹本。
角（すみ）
ミエの所属プロダクション「ダイズ・プロダクション」の社長。男前。事務所のタレントには手を出さないのが信条だが、ミエのことを何かと気にかけている。
八田 秀史（はった しゅうじ）
ミエの同い年の幼なじみ。父親に勘当され、ずっと好きだったミエを頼ってくる。家政夫として同居を許される。
四ツ葉（よつば）
ダイズ・プロ所属の大御所。
三ツ矢（みつや）
総合病院勤務の外科医。神田川とは同じ高校出身で、2年先輩にあたる。神田川とコンビを組みたかったが、実家の病院を継がねばならず、夢を諦め医者になった。政略結婚した妻とも不仲。
日の本（ひのもと）
大手のアイドル事務所「ジャパニーズ事務所」から初めて出た「日野」と「本木」の2人組のお笑い芸人。ネタはライターが書いており、実力が伴っていないという専らの噂がある。日野はミエのことを気に入っている。

## スタンド・バイ・ミー
本作に登場する八田秀史が主人公となるボーイズラブ漫画作品。小学館モバイルフラワーにて連載、モバフラ・フラワーコミックスより単行本全3巻が発売。
作中、秀史は25歳でカフェでのバイトの傍らモデル業をしており、またマルミエも既婚者として2巻に登場する。

### スタンド・バイ・ミーの登場人物
遠山 春臣（とおやま はるおみ）
通称・ハル。売れっ子モデルでバイセクシャル。複雑な過去により気難しく、人を寄せ付けない雰囲気を持つ。相手には不自由せず奔放に見えるが、その実頑なで孤独。20歳位。
ヤマト
秀史とモデルスクール同期でモデル仲間。バイで秀史に好意を持っており、過去には交際を申し込んだ事もあるが断られている。20歳。
亜紀（あき）
同じくモデルスクール同期で、秀史に一途な想いを寄せるモデル仲間の女の子。20歳。
真央（まお）
ヤマトや亜紀らとよく一緒にいるモデル仲間の女の子。21歳。

## 書誌情報
おおや和美 『愛をちょーだい!』 《小学館・フラワーコミックスα》 全4巻
1. 2007年2月26日発売、ISBN 978-4-09-130858-0
2. 2008年3月26日発売、ISBN 978-4-09-131489-5
3. 2009年3月10日発売、ISBN 978-4-09-132248-7
4. 2010年2月10日発売、ISBN 978-4-09-132896-0

おおや和美 『スタンド・バイ・ミー』 《小学館・フラワーコミックスα》 全3巻
1. 2010年12月10日発売、ISBN 978-4-09-133470-1
2. 2012年6月26日発売、ISBN 978-4-09-134547-9
3. 2014年4月10日発売、ISBN 978-4-09-136048-9